# Henry Vane (1er comte de Darlington)
Pour les articles homonymes, voir Henry Vane et Vane (homonymie).
Henry Vane (c. 1705 – 6 mars 1758) est un pair anglais, connu comme Lord Barnard entre 1753 et 1754 puis comte de Darlington.
Il est député Whig pour Launceston de 1726 à 1727, pour St Mawes entre 1727 et 1741, pour Ripon entre 1741 et 1747, et pour le Comté de Durham, entre 1747 et 1753.

## Biographie
Il est né vers 1705. Il est le premier fils de Gilbert Vane, deuxième baron Barnard de Raby Castle, Staindrop, et de sa femme, Mary, qui est l'héritière d'undéputé. Sa sœur Anne Vane est une maîtresse de George II.
Il est Vice-Trésorier et Trésorier Général de l'Irlande entre 1742 et 1744, et devient un Conseiller Privé (Irlande) en 1742. De 1749 à 1755, il est Lords du Trésor, Lord Lieutenant de Durham entre 1753 et 1758 et Trésorier des Forces entre 1755 et 1756. En 1753, il devient le 3e baron Barnard à la mort de son père, et est créé 1er comte de Darlington et 1er vicomte Barnard un an plus tard.

## La famille
Le 2 septembre 1725, il épouse Lady Grâce Fitzroy, fille de Charles FitzRoy (2e duc de Cleveland) et ils ont sept enfants.
1. Charles Vane
2. Lady Harriet Vane, d. 1758
3. Lady Mary Vane
4. Henry Vane (2e comte de Darlington), (1726 - 8 septembre 1792)
5. Anne Vane (botaniste), (1726-1776)[4]
6. Frederick Vane, né le 26 juin 1732
7. Raby Vane (2 janvier 1736 - 23 octobre 1769)